# European Junior Cup 2014
La European Junior Cup del 2014 è stata la quarta edizione di questo evento monomarca, riservato ai piloti emergenti. Sviluppatosi su 8 prove in totale, con inizio in Spagna il 13 aprile e conclusione in Francia il 5 ottobre.
Al termine del campionato si è laureato campione europeo il pilota spagnolo Augusto Fernández in forza al team WIL Sport, che ha preceduto di 15 punti il connazionale Javier Orellana. Al terzo posto si piazza il belga Angelo Licciardi, staccato di 69 punti dal leader del campionato.

## Calendario
| Nº | Data        | Gran Premio | Circuito         | Pole Position    | Vincitore gara    | Leader del campionato |
| -- | ----------- | ----------- | ---------------- | ---------------- | ----------------- | --------------------- |
| 1  | 13 aprile   | Spagna      | Aragón           | Mika Pérez       | Marc Miralles     | Marc Miralles         |
| 2  | 27 aprile   | Paesi Bassi | Assen            | Marc Miralles    | Augusto Fernández | Marc Miralles         |
| 3  | 11 maggio   | Italia      | Imola            | Javier Orellana  | Augusto Fernández | Augusto Fernández     |
| 4  | 25 maggio   | Regno Unito | Donington        | Joshua Harland   | Javier Orellana   | Augusto Fernández     |
| 5  | 22 giugno   | Italia      | Misano Adriatico | Javier Orellana  | Augusto Fernández | Augusto Fernández     |
| 6  | 6 luglio    | Portogallo  | Portimão         | Javier Orellana  | Augusto Fernández | Augusto Fernández     |
| 7  | 7 settembre | Spagna      | Jerez            | Illánd Fernández | Joshua Harland    | Augusto Fernández     |
| 8  | 5 ottobre   | Francia     | Magny-Cours      | Dorian Laville   | Javier Orellana   | Augusto Fernández     |

## Classifica finale
| Pos. | Pilota                | Spagna (bandiera) | Paesi Bassi (bandiera) | Italia (bandiera) | Regno Unito (bandiera) | Italia (bandiera) | Portogallo (bandiera) | Spagna (bandiera) | Francia (bandiera) | P.ti |
| ---- | --------------------- | ----------------- | ---------------------- | ----------------- | ---------------------- | ----------------- | --------------------- | ----------------- | ------------------ | ---- |
| 1    | Augusto Fernández     | 4                 | 1                      | 1                 | 3                      | 1                 | 1                     | 6                 | 3                  | 155  |
| 2    | Javier Orellana       | 2                 | 8                      | 2                 | 1                      | 4                 | 3                     | 4                 | 1                  | 140  |
| 3    | Angelo Licciardi      | 6                 | 12                     | Rit               | 2                      | 6                 | 2                     | 2                 | Rit                | 84   |
| 4    | Illán Fernández       | 5                 | Rit                    | 6                 | 4                      | 3                 | 4                     | 3                 | 12                 | 83   |
| 5    | Joshua Harland        | 10                | 11                     | 3                 | Rit                    | 5                 | 7                     | 1                 | Rit                | 72   |
| 6    | Mika Pérez            | 3                 | Rit                    | 10                | 5                      | 9                 | 6                     | 5                 | 11                 | 66   |
| 7    | Marc Miralles         | 1                 | 3                      | 5                 | 6                      |                   | NP                    |                   |                    | 62   |
| 8    | Hannes Soomer         | 7                 | 5                      | Rit               | 11                     | 7                 | 8                     | 9                 | 8                  | 57   |
| 9    | Jesper Hubner         | 9                 | 2                      | 4                 | Rit                    | Rit               | 5                     |                   |                    | 51   |
| 10   | Jaimie van Sikkelerus |                   | 10                     | 11                | 7                      | 11                | 12                    | 10                | 4                  | 48   |
| 11   | Paolo Grassia         | 8                 | 6                      | 7                 | Rit                    | 8                 | NP                    | NP                |                    | 35   |
| 12   | Connor London         | 11                | 7                      | 12                | 8                      | 14                | 13                    | 14                | Rit                | 33   |
| 13   | Alex Wisdom           | 13                | 9                      | 13                | 9                      | 16                | 10                    | 16                | 10                 | 32   |
| 14   | Braeden Ortt          | 17                | Rit                    | 14                | Rit                    | 12                | 11                    | 17                | 6                  | 21   |
| 15   | Carmen Geissler       | 12                | Rit                    | Rit               | 10                     | 10                | NP                    | 11                | Rit                | 21   |
| 16   | Dorian Laville        |                   |                        |                   |                        |                   |                       |                   | 2                  | 20   |
| 17   | Matteo Ciprietti      |                   |                        |                   |                        | 2                 |                       |                   |                    | 20   |
| 18   | Stefan Hill           | Rit               | 16                     | 8                 | Rit                    | 15                | 9                     | 12                | Rit                | 20   |
| 19   | Ricardo Brink         |                   | 4                      |                   |                        |                   |                       |                   |                    | 13   |
| 20   | Vasco van der Valk    |                   |                        |                   |                        |                   |                       |                   | 5                  | 11   |
| 21   | Gaëtan Gouget         |                   |                        |                   |                        |                   |                       |                   | 7                  | 9    |
| 22   | Mario Luján Soto      |                   |                        |                   |                        |                   |                       | 7                 |                    | 9    |
| 23   | Sam Wilford           |                   |                        |                   |                        |                   |                       | 8                 | Rit                | 8    |
| 24   | Maurice Karsijns      |                   |                        |                   |                        |                   |                       |                   | 9                  | 7    |
| 25   | Lorenzo Gabellini     |                   |                        | 9                 |                        |                   |                       |                   |                    | 7    |
| 26   | Josué Moreno          | 16                | 14                     | 15                | 14                     | 20                | 17                    | 21                |                    | 5    |
| 27   | Daniel Drayton        |                   |                        |                   | 12                     |                   |                       | 23                |                    | 4    |
| 28   | Jianwen Zhu           | 15                | 13                     | 17                |                        |                   |                       |                   |                    | 4    |
| 29   | Clarissa Miebach      | Rit               | 17                     | 16                | Rit                    | 17                | 16                    | Rit               | 13                 | 3    |
| 30   | Troy Bezuidenhout     |                   |                        |                   |                        |                   |                       | 13                | Rit                | 3    |
| 31   | Lachlan Epis          |                   |                        |                   |                        | 13                | 18                    | 19                | Rit                | 3    |
| 32   | Max van Schoonhoven   | Rit               | Rit                    | Rit               | 13                     | 21                | SQ                    | 20                | Rit                | 3    |
| 33   | Alexandre Somosi      |                   |                        |                   |                        | Rit               | 15                    | 18                | 14                 | 3    |
| 34   | David Ferreira        |                   |                        |                   |                        |                   | 14                    | 15                |                    | 3    |
| 35   | Ross Patterson        | 14                | Rit                    |                   |                        |                   |                       |                   |                    | 2    |
| 36   | Bar Levy              | 18                | 15                     | 18                | 15                     | 22                | NP                    | 24                |                    | 2    |
| Pos. | Pilota                | Spagna (bandiera) | Paesi Bassi (bandiera) | Italia (bandiera) | Regno Unito (bandiera) | Italia (bandiera) | Portogallo (bandiera) | Spagna (bandiera) | Francia (bandiera) | P.ti |

| Legenda | 1º posto        | 2º posto            | 3º posto           | A punti      | Senza punti        | Grassetto – Pole position Corsivo – Giro più veloce |
| Legenda | Gara non valida | Non qual./Non part. | Ritirato/Non class | Squalificato | '-' Dato non disp. | Grassetto – Pole position Corsivo – Giro più veloce |

## Sistema di punteggio
| Pos.  | 1  | 2  | 3  | 4  | 5  | 6  | 7 | 8 | 9 | 10 | 11 | 12 | 13 | 14 | 15 | 16> |
| ----- | -- | -- | -- | -- | -- | -- | - | - | - | -- | -- | -- | -- | -- | -- | --- |
| Punti | 25 | 20 | 16 | 13 | 11 | 10 | 9 | 8 | 7 | 6  | 5  | 4  | 3  | 2  | 1  | 0   |